# 1936 في تونس
فيما يلي قوائم الأحداث التي وقعت خلال عام 1936 في تونس.